# 무에타이
무에타이(태국어: มวยไทย 무아이타이[*], 영어: Muay Thai, Thai boxing)는 800년 가량을 내려온 태국의 격투 기술이다. 타이 복싱이라고도 불리며 팔꿈치와 무릎, 정강이 등의 파괴력 있는 부위를 주로 사용한다. 무에타이는 현재까지도 올림픽 정식 종목으로 채택되지 못하고 있으며 아시아 실내무술 경기대회 정식 종목으로만 남아 있다.

## 역사

### 탄생 배경

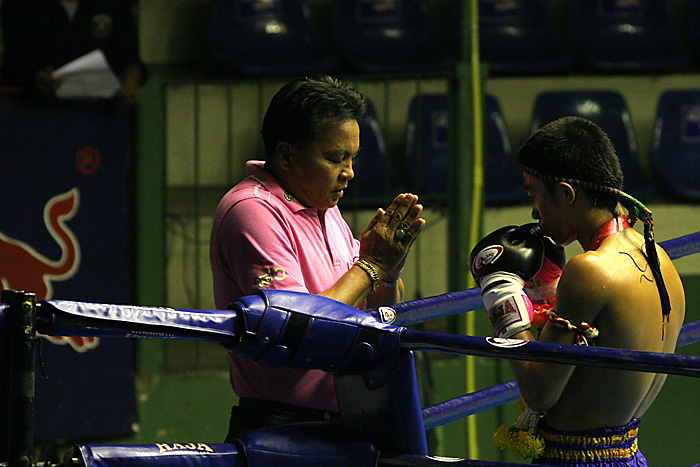

현재 태국의 주요 구성원인 타이족의 본래 터전은 중국 남부였다고 한다. 10세기경 현재의 인도차이나 반도로 남하한 타이족은 북부 지방 선주민인 몬족과 싸워, 몬족을 멸망시키고 그 터전과 문화를 흡수했다.태국은 이전에는 캄보디아 왕국의 영토에 속해 있었는데 12세기경부터 태국인의 토후국이 북부 태국에 할거하여 수코타이 왕조가 일어났다. 이후 타이족은 북부의 수코타이 왕조를 거쳐, 지금의 메콩강 일대에 시암 왕국(아유타야 왕조)을 세운다.

### 무에타이의 전설들
- 흑태자 나레수안

타이 시암왕조의 20대 왕. 당시 대국이었던 미얀마(버마)에 맞서 싸웠다. 전투에서 단신으로 맞붙은 버마 왕자를 일격에 쓰러뜨려 승리를 거두었다.
- 나이 카놈 똠

18세기 중반, 시암 왕국을 멸망시킨 버마는 많은 시암인들을 포로로 잡아갔는데, 그 중에 '카놈 똠'이라 불리는 낙무아이(무에타이 전사의 호칭)가 있었다. 당시 버마의 왕이었던 망그라는 당시 수도인 만달레이에서 벌어지는 불공 행사에서 포로인 시암 전사들과 버마 전사들의 경기를 갖기로 했는데, 경기가 시작되어 까놈 톰의 차례가 왔다. 링 위로 올라선 그는 상대를 앞에 두고 빙빙 도는 특이한 춤을 추었다. 버마인들은 얼떨떨한 표정으로 그 춤을 바라보았고, 경기가 시작되자 마자 카놈 똠은 무차별적인 팔꿈치 공격으로 상대를 쓰러뜨렸다. 그러나 버마인들은 이 패배에 승복하지 않았다. 카놈 똠이 경기 전에 이상한 춤으로 버마 선수를 홀렸고, 이것은 판정상 패배로 인정할 수 없다는 것이었다. 그리하여 카놈 똠은 다시 9명의 버마 전사들과 연이어 싸우게 된다. 그리고 카놈 똠은 힘을 다해 싸워 상대 전부를 혼자서 KO시켰다. 마지막 아홉 번째가 쓰러지자, 카놈 똠의 용맹과 시암인들의 무예에 감탄한 버마 왕은 선물로 미녀 둘을 주고 고향으로 돌려보냈다. 카놈 똠은 이후 고향에서 평온한 여생을 보내며, 사후에도 여전히 무에타이 사상 최대 영웅으로 평가받게 된다. ('나이'는 태국에서 남자를 부르는 존칭이다.)

### 현대의 무에타이
현대 격투계에서 무에타이가 선보인 파괴력은 굉장하여, 일본에서 무에타이와 가라데 등을 결합한 킥복싱이 생겨나기도 하였다. 쁘아까오, 남삭노이, 쌈코 등의 선수가 K-1 등의 킥복싱 무대에서 활약하고, 태국 국내에서도 룸피니를 중심으로 수많은 선수들이 맹훈련을 거치며 많은 곳에서 벌어지는 무에타이 경기에서 활약한다.

## 체계와 구성
타이의 고대무술 무어이보란이 현대화된 무에타이는 크게 람무아이와 크라비크라봉으로 나뉜다. 람무아이는 맨손 격투술이며, 크라비크라봉은 '크라비' 등의 무기를 사용한 기술이다. 그 중 한국에서 보편적인 것은 람무아이로, 단단한 신체 부위를 사용하여 상대방을 때려 부수는 격투 방식이다. 뼈를 더욱 견고하게 하고 파괴력을 높이기 위해 선수들은 정강이, 팔꿈치, 무릎 등을 혹독하게 단련하는데, 이 지나친 신체 혹사는 대부분의 무에타이 선수들이 조기에 은퇴하는 요인 중 하나다. 무에타이 선수는 경기 전에 전통 음악에 맞춰 경기장 주위를 돌며 복을 비는 뜻으로 와이크루라는 춤을 추며 경기를 준비한다. 복장은 경기에서 쓰는 트렁크 바지를 기본으로 하고, 남자는 기본적으로 웃통을 벗은 채로 한다. 장갑은 과거엔 손가락에 대마로 붕대를 감아 유리가루를 묻혀 사용했으나 위험하다 하여 현대에 와서는 좀더 완화된 경기용 글러브를 사용한다. 경기는 기본적으로 3분 5라운드로 진행하며 휴식 1분을 준다. 기본적으로 모든 기술들을 허용하나, 박치기, 물어뜯기, 던지기,급소 공격은 경기에선 금지한다.(박치기는 일부 단체나 태국에선 허용된다)

## 기술

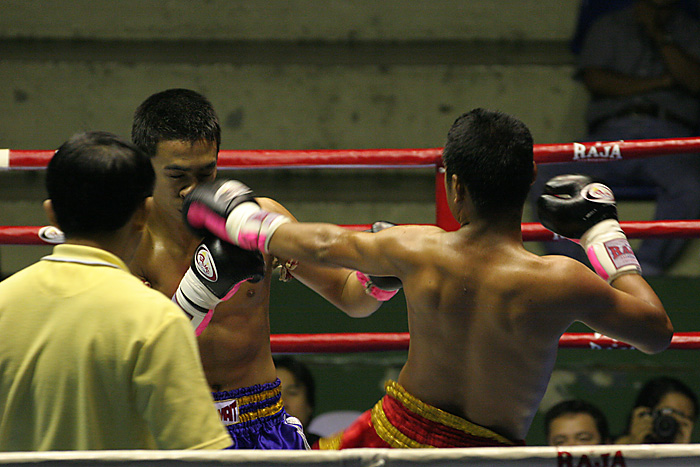

기술명에 많이 나오는 '맏'은 주먹이며 '쏙'은 팔꿈치, '까오'는 무릎, '때'는 발차기라는 의미이다. 발차기는 발이 아닌 정강이 쪽으로 하지만 '딥'으로 불리는 일종의 밀어차기는 예외이다.

### 수기
수기는 손, 팔꿈치 등을 사용한 기술이다.
- 맏뜨롱
- 맏써이
- 맏똬
- 맏쾅
- 맏욕
- 쏙티
- 쏙탓
- 쏙쾅
- 쏙풍
- 쏙쌉
- 쏙치앵
- 쏙크랍
- 빰
- 판꽈
- 판싸이

### 족기
족기는 발 등을 사용한 기술이다.
- 욕카방
- 까오똥
- 까오라
- 빡카우
- 잡콰빡카우
- 까오치앵
- 까오로이
- 까오나카
- 까오씨에
- 까오라
- 욘카우
- 슬라딥
- 딥크랍
- 딥뜨롱
- 때까
- 때치앙
- 때팝나이
- 때람뚜와
- 때칸코

### 기타
- 써브
- 양상쿰
- 써브앙
- 마흐앙
- 양숙가셉
- 수엡타오
- 가오착

## 같이 보기
- 무에타이 대중문화
- 렛훼이(미얀마 복싱)
- 《옹박》

## 참조
맥스fc 대한민국 최고의 입식격투기 (무에타이, 킥복싱,등) 이벤트